# Schloss Fontaine-Henry

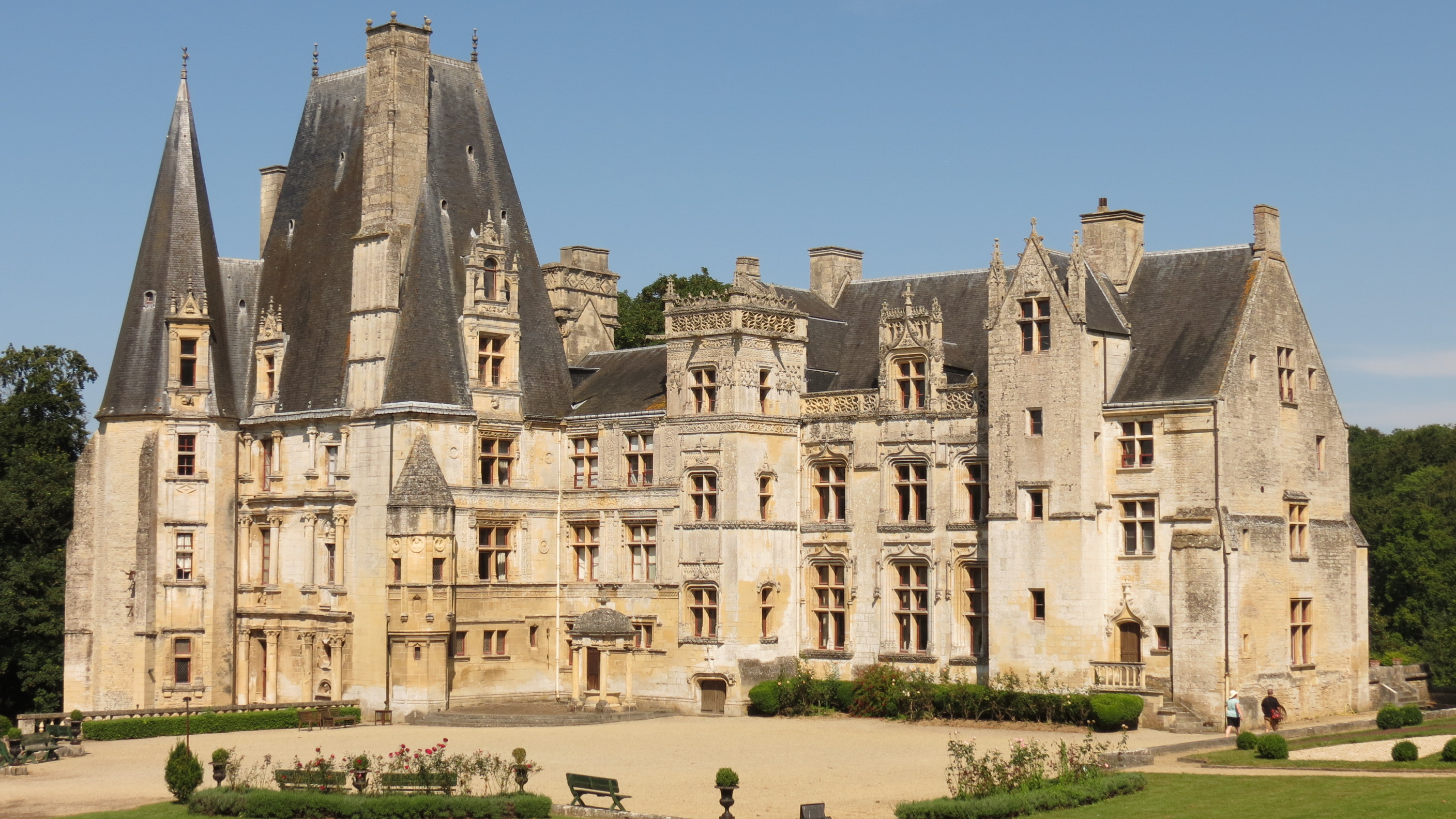
Schloss Fontaine-Henry

Das Schloss Fontaine-Henry ist ein Renaissance-Schloss in der französischen Gemeinde Fontaine-Henry in der Normandie.
Es ist seit 1924 als Monument historique klassifiziert.

## Geschichte
Das Schloss Fontaine-Henry ist seit zehn Jahrhunderten in Familienbesitz ohne jemals verkauft worden zu sein. Dennoch wechselten die Familien mehrmals den Namen, da das Schloss immer wieder auf Frauen übertragen wurde. Durch Vererbung gehörte es abwechselnd zu den Familien Tilly, Harcourt, Morais, Boutier de Château d’Assy, Montécler, Marguerie, Carbonnel, Cornulier und Oilliamson.
Anfang des 11. Jahrhunderts existierte an der Stelle eine mittelalterliche Festung, die die Familie Tilly zwischen 1200 und 1220 durch ein neues Schloss ersetzen ließ. Aus dieser Zeit sind vor allem die Kapelle und die Kellergewölbe erhalten, die damals das Erdgeschoss des Wohngebäudes bildeten. 1374 heiratete Jeanne de Tilly Philippe d’Harcourt und gab ihm als Mitgift unter anderem dieses Herrenschloss.
Die Familie Harcourt begann nach dem Hundertjährigen Krieg mit dem Wiederaufbau des Gebäudes. Die Arbeiten erstreckten sich, vom Ende des 15. Jahrhunderts bis in die 1560er Jahre hinein, beinahe über ein ganzes Jahrhundert.

## Architektur

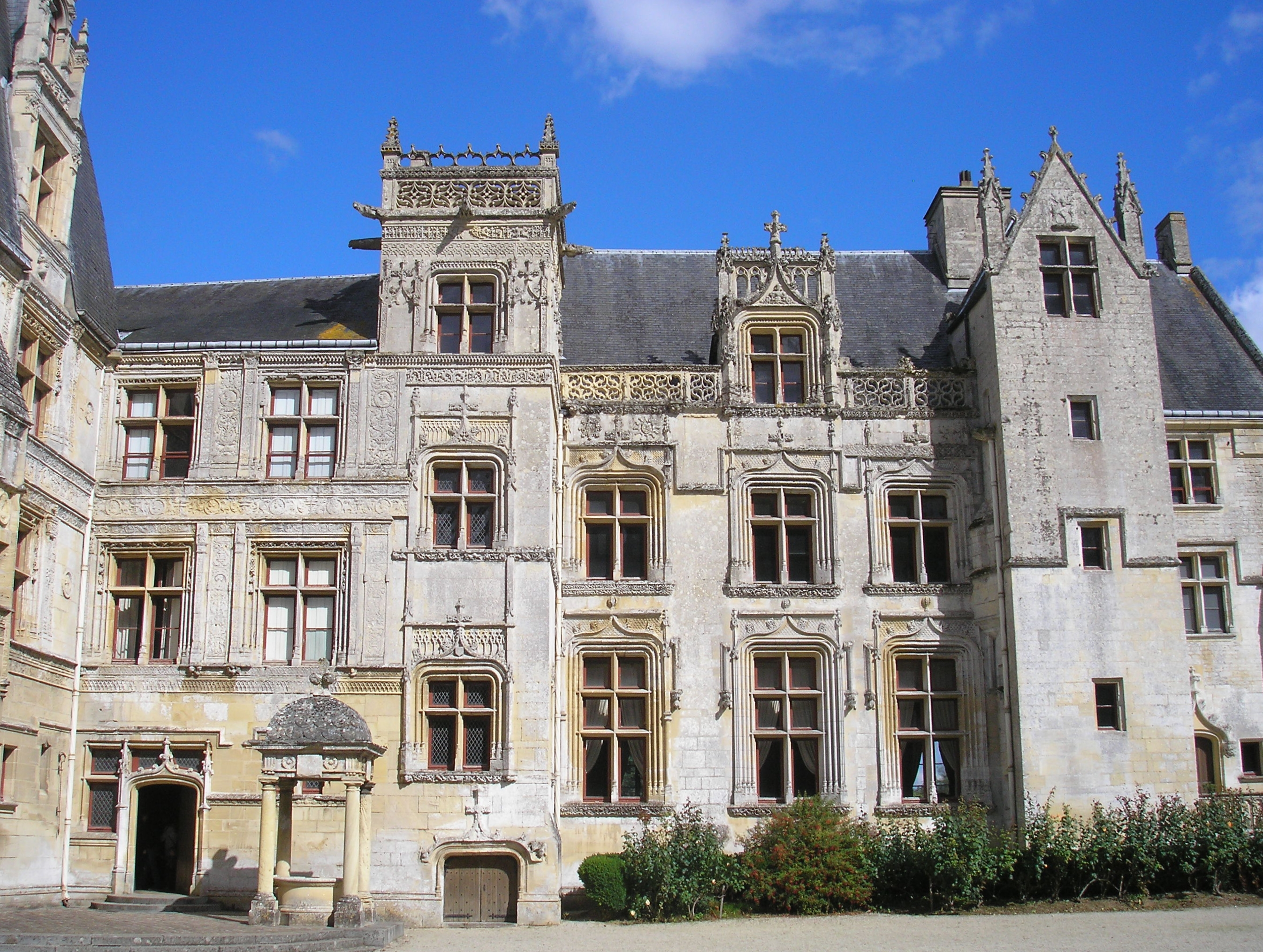
Gotik und Renaissancefassade

Auf der Westseite des Schlosses können verschiedene Stile beobachtet werden, die die Entwicklung der Architektur der Normandie und Frankreichs widerspiegeln.
Der frühe sehr einfache Gotikstil ist sehr schnell vom Flamboyantstil der Spätgotik und der frühen französischen Renaissance abgelöst worden. Das eigentümlichste Bauelement befindet sich links von dieser Fassade, wo eine Übereinanderstellung von Säulen (Superposition) zu beobachten ist. Eine Inschrift datiert diese ins Jahr 1537, was erstaunlich früh für eine solche Verwirklichung zu seien scheint.
Eines der Dächer gilt mit einer Höhe von 15 Metern als eines der höchsten Frankreichs.
Die östliche Fassade wurde im 18. und 19. Jahrhundert umgestaltet. Um das Schloss herum befindet sich ein Englischer Garten.
Das voll möblierte und immer noch bewohnte Schloss beherbergt eine bemerkenswerte Gemäldesammlung, die während der Revolution entstand. An den Zimmerwänden hängen Gemälde von Nicolas Mignard, Rubens, Correggio und Tizian.